# De huizen van Iszm
De huizen van Iszm is een boek in het fantasy-genre van Jack Vance. De oorspronkelijke Engelstalige titel is The houses of Iszm. In het Nederlands verschenen in een vertaling van Ivain Rodriguez de Leon in 1976.

## De huizen van Iszm
De aardse plantkundige Aile Farr gaat voor een studiereis naar de planeet Iszm, waar de inheemsen zich ontwikkeld hebben tot meesters in de boomkweekkunst. Door ver ontwikkelde en buitengewoon gecompliceerde kweektechnieken zijn zij in staat hun bomen tot leverancier van alle mogelijk luxe te maken; hun bomen dienen als huizen en voorzien in alle mogelijke comfort. Om aan buitenwereldse valuta te komen worden bepaalde boomtypen als woning geëxporteerd. De Iszm begrijpen dat hun inkomsten geheel gebaseerd zijn op hun monopolie. Export en smokkel van een vrouwelijke boom, of zaad, wordt door een uitgebreid politieapparaat, de Szecr, zorgvuldig tegengegaan. Farr wekt, als plantkundige, argwaan bij zijn aankomst. Die argwaan neemt nog toe wanneer hij tijdens zijn rondleiding over een kwekerij getuige is van een brute overval. Een ondergronds voertuig breekt door de grond omhoog, waarna mannen, die later van het mentaal krachtdadige en agressieve ras der Thord blijken te zijn, enkele plantjes weten te bemachtigen. In de daarna volgende strijd wordt het Thord voertuig vernietigd. De enige overlevende Thord wordt gevangengenomen en samen met Farr vastgezet in een boomgevangenis. Op een zeker moment wordt een hypnotisch gas in de cel naar binnen gespoten. Het is voor Farr uren later een pijnlijk ontwaken, inclusief een lelijke bult op zijn hoofd; de Thord blijkt echter verdwenen. Farr protesteert tegen zijn behandeling. De Iszm betuigen hem hun spijt voor het misverstand dat zij Farr als medeplichtige zagen. Als compensatie krijgt hij een rondleiding op een eiland waar geavanceerd boomonderzoek wordt gedaan: experimenten met de integratie van plantaardig en dierlijk leven. Hij treft daar o.a. de gevangengenomen Thord aan, in voor deze laatste uiterst ongemakkelijke omstandigheden.
Farr keert terug naar de Aarde en constateert onder surveillance te staan van de achterdochtige Szecr. Hij bemerkt bij zichzelf een onredelijke en haast onbedwingbare neiging om een bezoek te brengen aan de aardse importeur van Iszm boomwoningen, de heer K. Penche. Hij ontdekt ook dat er meer aan de hand is dan slechts een neurose en een bult op zijn hoofd.